# Соболь, Кристина Ивановна
Кристина Ивановна Соболь (род. 30 ноября 1991) — российская тяжелоатлетка, серебряный призёр чемпионатов Европы 2019 и 2021 годов. Участница летних Олимпийских игр 2020 года в Японии. 

## Карьера
В 1998 году начала обучение в средней школе № 7, где первым учителем физкультуры у нее был Михаил Васильевич Бахмацкий. В 2007 году окончила 9 классов.
Заметил и привёл в спортивный зал девушку кандидат в мастера спорта, тренер-преподаватель высшей категории центра спортивной подготовки олимпийского резерва «Сальский» Александр Михайлович Кисиров.
В 2008 году на первенстве Европы среди девушек до 17 лет она заняла второе место. 
На чемпионате континента в 2016 году в весовой категории до 53 кг она не справилась с упражнением толчок и в итоге завершила выступление. 
В Ашхабаде на чемпионате мира, в новой весовой категории до 49 кг, россиянка заняла лишь 13-е место, показав общий итоговый вес 176 кг. 
На чемпионате Европы 2019 года, в Батуми, Кристина по сумме двух упражнений стала серебряным призёром, сумев зафиксировать результат 180 кг. В упражнении рывок она завоевала малую серебряную медаль (85 кг.), в вот в упражнении толчок оказалась за чертой первой тройки, продемонстрировав результат на штанге 95 кг.
В апреле 2021 года на чемпионате Европы в Москве, Кристина сумела повторить свой успех и завоевать серебряную медаль в олимпийской весовой категории до 49 кг с результатом 181 килограмм, также ей досталась малая серебряная медаль в рывке с весом на штанге 85 килограмм. 
И именно она будет единственной штангисткой от России, которая поедет на Олимпиаду в Токио .
В Токио Кристина стала последней в квалификации. Она не смогла взять начальный вес в рывке 80 кг, после чего заявила вес 81 кг, но не сумела успешно завершить заключительную попытку.
В августе 2025 года на чемпионате России в Санкт-Петербурге в весовой категории до 49 кг завоевала серебряную медаль с результатом 158 кг по сумме двоеборья. В упражнении рывок также была второй. 

## Увлечения
Российская спортсменка увлекается активным отдыхом: она предпочитает рыбалку, пляжный волейбол, езду на скутере. 

## Достижения
Чемпионат Европы
| Результат | Вес       | Год  | Место соревнований | Рывок | Толчок | Общий вес |
| Серебро   | до 49 кг. | 2019 | Батуми, Грузия     | 85,0  | 95,0   | 180,0     |
| Серебро   | до 49 кг. | 2021 | Москва, Россия     | 85,0  | 96,0   | 181,0     |